# لورينز بوك
لورينز بوك (بالألمانية: Lorenz Bock)‏ هو سياسي ألماني، ولد في 12 أغسطس 1883 في ألمانيا، وتوفي بنفس المكان في 3 أغسطس 1948. حزبياً، نشط في الاتحاد الديمقراطي المسيحي وحزب الوسط. انتخب رئيس-الوزراء.

## روابط خارجية
- لورينز بوك على موقع مونزينجر (الألمانية)